# 散花龙船花
散花龙船花（学名：Ixora effusa）为茜草科龙船花属下的一个种。

## 扩展阅读
- 維基物種上的相關：散花龙船花